# Cancer Immunology, Immunotherapy
Cancer Immunology, Immunotherapy, abgekürzt Cancer Immunol. Immunother., ist eine wissenschaftliche Fachzeitschrift, die vom Springer-Verlag veröffentlicht wird. Die Zeitschrift erscheint derzeit mit zwölf Ausgaben im Jahr. Es werden Arbeiten aus dem Bereich der Tumorimmunologie veröffentlicht.
Der Impact Factor lag im Jahr 2016 bei 4,711. Nach der Statistik des ISI Web of Knowledge wird das Journal mit diesem Impact Factor in der Kategorie Immunologie an 41. Stelle von 148 Zeitschriften und in der Kategorie Onkologie an 54. Stelle von 217 Zeitschriften geführt.